# ISO 3166-2:GG
ISO 3166-2:GG é a entrada para Guernsey no ISO 3166-2, parte do padrão ISO 3166 publicado pela Organização Internacional para Padronização (ISO), que define códigos para os nomes das principais subdivisões (por exemplo, províncias ou estados) de todos os países codificados em ISO 3166-1.
Atualmente não há uma norma ISO 3166-2 definindo o código de entrada para Guernsey.
Guernsey, uma dependência da coroa britânica, foi oficialmente atribuída com o código GG na normaISO 3166-1 alfa-2 desde 2006. Anteriormente era atribuído o código ISO 3166-2 GB-GSY sob o código de entrada para o Reino Unido.  

## Alterações
As seguintes alterações para a entrada foram anunciadas em boletins pela ISO 3166/MA desde a primeira publicação da ISO 3166-2, em 1998:
| Boletim informativo | Data de emissão     | Descrição da alteração no boletim                                                |
| ------------------- | ------------------- | -------------------------------------------------------------------------------- |
| Boletim I-8         | 17 de abril de 2007 | Adição de uma nova entrada (em conformidade com a norma ISO 3166-1 Boletim V-11) |